# Francesco Marchisano

Wappen von Francesco Kardinal Marchisano. Das Wappen zeigt den hl. Johannes den Täufer. Der Wappenspruch ist entnommen: in der Liebe verwurzelt und auf sie gegründet.

Francesco Kardinal Marchisano (* 25. Juni 1929 in Racconigi, Provinz Cuneo; † 27. Juli 2014 in Rom) war ein italienischer Geistlicher und Bibelwissenschaftler sowie Kurienkardinal der römisch-katholischen Kirche. Er war langjähriger Erzpriester des Petersdoms und Verantwortlicher für die Kulturgüter der Kirche.

## Leben
Marchisano besuchte das Knabenseminar in Giaveno (1940–1945) und studierte Philosophie in Chieri (1945–1948) sowie Theologie in Turin (1948–1949) und Rivoli Torinese (1949–1952). Er empfing am 29. Juni 1952 in der Kathedrale von Turin durch Maurilio Kardinal Fossati das Sakrament der Priesterweihe. Es folgte ein Aufbaustudium mit Blick auf die Lehre am Seminar von Rivoli Torinese am Päpstlichen Lombardischen Seminar (1952–1956). Während dieser Jahre absolvierte er ein Lizenziatsstudium in biblischer Theologie am Päpstlichen Bibelinstitut in Rom (1954) und promovierte in Theologie an der Päpstlichen Universität Gregoriana in Rom. Er war ab 1956 in der römischen Kurie tätig, zunächst in der Kongregation für das Katholische Bildungswesen bei Kardinal Pizzardo. Von 1969 bis 1988 war er Untersekretär der Kongregation für das Katholische Bildungswesen. Am 13. Juli 1963 verlieh ihm Papst Paul VI. den Ehrentitel Überzähliger Geheimkämmerer Seiner Heiligkeit (Monsignore).
Papst Johannes Paul II. ernannte ihn am 6. Oktober 1988 zum Titularbischof von Populonia und zum Sekretär der päpstlichen Kommission für die Kulturgüter der Kirche. Die Bischofsweihe spendete ihm Johannes Paul II. am 6. Januar 1989. Mitkonsekratoren waren die später zu Kardinälen ernannten Kurienerzbischöfe Edward Idris Cassidy und José Tomás Sánchez.
Am 4. September 1991 wurde er Präsident der Päpstlichen Kommission für sakrale Archäologie und am 4. Mai 1993 zusätzlich Präsident der Päpstlichen Kommission für die Kulturgüter der Kirche, deren Sekretär er bislang war. Johannes Paul II. ernannte ihn am 4. Juli 1994 pro hac vice zum Titularerzbischof seines bisherigen Titularbistums Populonia. Am 24. April 2002 wurde er zudem zum Erzpriester des Petersdoms, Generalvikar Seiner Heiligkeit für die Vatikanstadt und zum Präsidenten der Dombauhütte von Sankt Peter ernannt. Am 8. März 2003 wurde er Präsident der Ständigen Kommission zur Sicherung der historischen und künstlerischen Denkmäler des Heiligen Stuhls.
Marchisano trat am 13. Oktober 2003 als Präsident der Päpstlichen Kommission für die Kulturgüter der Kirche zurück und wurde am 5. Februar 2005 zum Präsidenten des Päpstlichen Arbeitsamtes ernannt. Mit Erreichen der Altersgrenze trat Marchisano auch als Präsident der Päpstlichen Kommission für sakrale Archäologie zurück.
Am 21. Oktober 2003 wurde er als Kardinaldiakon mit der Titeldiakonie Santa Lucia del Gonfalone in das Kardinalskollegium aufgenommen. Er war Teilnehmer am Konklave 2005, in dem Papst Benedikt XVI. gewählt wurde. Am 31. Oktober 2006 nahm Papst Benedikt XVI. seinen aus Altersgründen vorgebrachten Rücktritt als Erzpriester des Petersdoms an. Am 3. Juli 2009 nahm Papst Benedikt XVI. Marchisanos aus Altersgründen vorgebrachtes Rücktrittsgesuch vom Amt des Präsidenten des Päpstlichen Arbeitsamtes an. Am 12. Juni 2014 wurde er zum Kardinalpriester erhoben.
Am 17. Januar 2005 überreichte ihm der damalige Botschafter beim Heiligen Stuhl Gerd Westdickenberg das von Bundespräsident Horst Köhler verliehene Große Bundesverdienstkreuz.
Marchisano starb am 27. Juli 2014 in Rom.

## Mitgliedschaften in der römischen Kurie
Francesco Kardinal Marchisano war Mitglied der folgenden weiterer Einrichtungen der römischen Kurie:
- Kongregation für das Katholische Bildungswesen (seit 2003)[11]
- Päpstlicher Rat für die Kultur (seit 2003)[11]
- Päpstliche Kommission für die Kulturgüter der Kirche (seit 2003)[11]
- Päpstlicher Rat zur Förderung der Einheit der Christen (seit 2006)[12]